# Elizabeth Islands
Die Elizabeth Islands sind eine kleine Inselkette, die sich von der südlichen Küste von Cape Cod (Massachusetts in den Vereinigten Staaten) ausdehnen. Sie liegen an der äußeren Buzzards Bay nördlich von Martha’s Vineyard und bilden die Gemeinde Gosnold im Dukes County. Alle Inseln der Elizabeth Islands außer Cuttyhunk und Penikese sind im Privatbesitz der Familie Forbes.
1641 kaufte Thomas Mayhew, Sir of Watertown die Inseln (mit Nantucket und Martha’s Vineyard) von William Alexander, dem Earl of Sterling. Vor der Gründung der Province of Massachusetts Bay waren die Inseln Teil des heute nicht mehr existierenden Dukes County (New York). Die gesamte Landfläche der Inseln beträgt 34,55 km² und es gab eine dauerhafte Bevölkerung von 86 Personen nach dem Zensus von 2000 (davon Naushon Island 30 und Cuttyhunk 56).

## Benannte Inseln
| Nr. | Insel              | Fläche km² | Koordinaten                       | Bemerkungen |
| --- | ------------------ | ---------- | --------------------------------- | --- |
| 1   | Nonamesset         | 01,398     | 41° 30′ 30″ N, 070° 41′ 15″ W     | östlichste Insel, dem Festland bei Falmouth nächstliegendste Insel                                                                                        |
| 2   | Cedar              |            |                                   | |
| 3   | Veckatimest Island | 00,0675    | 41° 30′ 27″ N, 070° 41′ 58″ W     | |
| 4   | Monohansett        |            |                                   | |
| 5   | Bull               |            |                                   | |
| 6   | Uncatena           | 00,492     | 41° 31′ 00″ N, 070° 42′ 20″ W     | unbewohnt (nach Zensus von 2000) |
| 7   | Bachelor           |            |                                   | |
| 8   | Naushon            | 19,180     | 41° 29′ 00″ N, 070° 46′ 00″ W     | 30 Einwohner (2000); 12,3 km lang; gehört zum Naushon Island Trust der Forbes-Familien; nicht öffentlich                                                  |
| 9   | Weepecket Islands  | 00,051     | 41° 31′ 00″ N, 070° 44′ 11″ W     | unbewohnt; drei kleine, öffentlich zugängliche Inseln nördlich von Zentralnaushon; in Besitz der Forbes-Familie                                           |
| 10  | Pasque             | 03,450     | 41° 27′ 00″ N, 070° 49′ 35″ W     | unbewohnt; 2,4 km lang; von einem Teil der Forbes-Familie besessen und mit Giftefeu bedeckt; ein seichter Tidenbach bahnt sich seinen Weg durch die Insel |
| 11  | Nashawena          | 07,076     | 41° 25′ 45″ N, 070° 52′ 30″ W     | bewohnt; 4,8 km lang; von einem anderen Teil der Forbes-Familie besessen; grasendes Vieh                                                                  |
| 12  | Gull Island        |            |                                   | |
| 13  | Penikese Island    | 00,182     | 41° 27′ 05″ N, 070° 55′ 21″ W     | unbewohnt; ca. 0,8 km nördlich von Nashawena und Cuttyhunk; Ort einer Reform School                                                                       |
| 14  | Cuttyhunk          | 02,347     | 41° 25′ 08″ N, 070° 56′ 02″ W     | 56 Einwohner (2000); Hauptinsel; westlichste Insel; Heimat der Gemeindebewohner von Gosnold; der größte Teil ist öffentlich zugänglich                    |
|     | Elizabeth Islands  | 34,550     | 41° 27′ 00,0″ N, 070° 49′ 00,0″ W | |

## Benannte Kanäle und Häfen
Kanäle mit starken Gezeitenströmungen, hier als holes = Löcher bekannt, trennen die Inseln voneinander und vom Festland. Die Strömungen erreichen Geschwindigkeiten von bis zu 6 Knoten (11 km/h) aufgrund verschiedener Größen und Füllraten des Vineyard Sounds im Südosten und der Buzzard's Bay im Nordwesten. Bei Flut fließt das Wasser von der Buzzards Bay zum Vineyard Sound. Zwischen Ebbe und Flut stoppt das Wasser und macht kehrt und füllt die Bay bei Ebbe.
Von Falmouth aus gesehen aufgelistet sind die benannten Kanäle:
- Woods Hole trennt das Festland von Nonamesset Island
- Robinson Hole zwischen Naushon Island und Pasque Island
- Quick's Hole zwischen Pasque Island und Nashawena Island
- Canapitsit Channel zwischen Nashawena Island und Cuttyhunk
- Cuttyhunk Harbor wird im Osten von Nashawena Island, im Westen von Cuttyhunk und im Norden von Penikese geschützt.